# Diego Alfredo Lugano Moreno
Diego Alfredo Lugano Moreno (Canelones, 2 de novembre de 1980) és un futbolista internacional uruguaià que juga al West Bromwich Albion FC de la Premier League i a la selecció nacional del seu país en la posició de defensa central. Lugano va jugar prèviament al Plaza Colonia, al Nacional de Montevideo, al São Paulo i al Fenerbahçe SK. És també el capità de la selecció de futbol de l'Uruguai i va ser elegit el millor capità de la Copa del Món de futbol de 2010.

## Carrera esportiva
Després de jugar al Plaza Colonia i al Nacional de Montevideo, Lugano va fitxar pel São Paulo FC. El 2005 va ajudar el seu equip a conquerir nombrosos títols com el Campionat paulista, la Copa Libertadores de América i el Campionat del Món de Clubs de futbol. El 2006 és finalista de la Copa Libertadores. El 2004 i el 2005 rep el baló d'argent.
L'agost de 2006 passa a jugar al Fenerbahce. El 2007, va tenir un paper decisiu en la classificació del club per primera vegada en la seva història a quarts de final de la Lliga de Campions de la UEFA.
L'agost de 2009 Lugano intenta renovar el contracte amb el Fenerbahce però l'escàndal del club, acusat de comprar partits, fa que finalment el futbolista uruguaià marxi cap a França. El 27 d'agost de 2011, un cop acabada la Copa Amèrica de futbol, on la selecció de l'Uruguai va sortir campiona, es confirma el trasllat de Lugano al Paris Saint-Germain.
El 31 de maig de 2014 va entrar a la llista definitiva de seleccionats per disputar la Copa del Món de Futbol de 2014 al Brasil.

## Palmarès

### Internacional
- Quart a la Copa Amèrica el 2007
- Quart a la Copa del Món de futbol el 2010
- Campió de la Copa Amèrica el 2011

### Club
- Nacional
  - Campió de l'Uruguai el 2001
- São Paulo FC
  - Campió de la Copa Libertadores el 2005
  - Campió del Campionat del Món de Clubs de futbol el 2005
  - Campió del Brasil el 2006
  - Campió de l'Estat de São Paulo el 2005
- Fenerbahçe SK
  - Campió de Turquia el 2007 i el 2011
  - Campió de la Supercopa de Turquia el 2007 i el 2011

### Individual
- «Baló d'argent brasiler» el 2004 i el 2005